# TMEM210
TMEM210 (англ. Transmembrane protein 210) – білок, який кодується однойменним геном, розташованим у людей на 9-й хромосомі. Довжина поліпептидного ланцюга білка становить 147 амінокислот, а молекулярна маса — 15 516.
| 10         |  | 20         |  | 30         |  | 40         |  | 50         |
| ---------- |  | ---------- |  | ---------- |  | ---------- |  | ---------- |
| MAPGPWPVSC |  | LRGGPLGLTY |  | LSLLLIPAAA |  | GTYCECSLGL |  | SREALIALLV |
| VLAGISASCF |  | CALVIVAIGV |  | LRAKGETCPR |  | QVDNRLVENF |  | GVQEDLMDLH |
| PVYVESQLMD |  | ADLEVSLVPP |  | LEDQSLVAIP |  | MEASSEEPPP |  | PPPLPPE    |

A: Аланін

C: Цистеїн

D: Аспарагінова кислота

E: Глутамінова кислота

F: Фенілаланін

G: Гліцин

H: Гістидин

I: Ізолейцин

K: Лізин

L: Лейцин

M: Метіонін

N: Аспарагін

P: Пролін

Q: Глутамін

R: Аргінін

S: Серин

T: Треонін

V: Валін

W: Триптофан

Локалізований у мембрані.